# هاشم عطار
هاشم عطّار (زادهٔ ۱۳۴۹ در مشهد) مدیر فیلمبرداری و عکاس اهل ایران است.

## زندگی
هاشم عطّار متولد خرداد ۱۳۴۹ مشهد، مدیر فیلمبرداری سینما و تلویزیون است. وی دانش‌آموخته دوره‌های عکاسی و فیلمبرداری است کار خود را به عنوان عکاس فیلم‌های هشت میلیمتری آغاز کرد و سپس به کار فیلمبرداری قطع ۸ م. م و در کنار آن به عکاسی اجتماعی و هنری پرداخت. در جشنواره‌های مختلف شرکت کرد و موفق به دریافت جوایز متعددی شد. در سال ۲۰۰۰ در پاریس نمایشگاهی از آثار عکاسی خود برگزار کرد که مورد استقبال ایرانیان قرار گرفت. وی در عرصهٔ عکاسی فیلم‌های سینمایی بسیار پرکار شد و توانست جایگاه ویژه‌ایه بدست آورد. تجربه عکاسی او موجب شد تا در عرصه فیلمبرداری رشد چشمگیری داشته باشد. در حال حاضر او متمرکز بر کار مدیریت فیلمبرداری در سینما و تلویزیون ایران است.

## عضویت‌ها
- عضو انجمن فیلمبرداران خانه سینما
- عضو فیلمبرداران انجمن فیلم کوتاه خانه سینما
- عضو انجمن عکاسان فیلم خانه سینما
- عضو انجمن ملی عکاسان ایران
- عضو انجمن فیلمبرداران خانه سینما
- عضو فیلمبرداران انجمن فیلم کوتاه خانه سینما
- عضو انجمن عکاسان فیلم خانه سینما
- عضو انجمن ملی عکاسان ایران

## جوایز و جشنواره‌ها
برگزیده شده در چندین جشنواره فیلم و عکس داخل کشور از جمله
- برگزیده در بخش عکس سومین جشنواره استانی سینما ی جوان مشهد، ۱۳۶۷.
- برگزیده در بخش تک عکس اولین جشنواره منطقه‌ای سینمای جوان
- برگزیده مجموعه عکس (کودکان آواره عراقی) در دومین جشنواره سراسری عکس کودک و نوجوان سوره
- برگزیده مجموعه عکس در دهمین جشنواره فیلم و عکس وحدت
- برگزیده در بخش عکس نهمین جشنواره سراسری انجمن سینمای جوانان ایران- تهران سال۱۳۷۰
- برگزیده در بخش عکس دهمین جشنواره سراسری انجمن سینمای جوانان ایران- تهران سال۱۳۷۲
- تقدیر شده در اولین مسابقه عکاسی از کهن سالان کهریزک تهران
- تقدیر شده از پانزدهمین جشنواره عکس روستا در روستا – تهران سال ۱۳۸۰
- برگزیده شده در اولین همایش سینمای دفاع مقدس برای عکس‌های فیلم آخرین مرحله ولیلی بامن است. تهران سال ۱۳۷۴
- نفر اول در بخش عکس ششمین جشنواره فیلم دفاع مقدس برای عکس‌های فیلم سینمایی آخرین مرحله و کاندیدای دریافت جایزه برای فیلم سینمایی «لیلی با من است»۱۳۷۵
- یکی از سه برگزیده دومین نمایشگاه سالانه عکس سینمای ایران برای مجموعه عکسهای فیلم «رنگ خدا» و کاندیدای دریافت جایزه برای فیلم «مردی از جنس بلور» سال۱۳۷۷
- لوح تقدیر از دومین جشنواره عکس سینمای دفاع مقدس با عنوان جلوه خورشید و معرفی شده به عنوان پرکارترین عکاس سینمای دفاع مقدس۱۳۷۷
- برگزیده دومین جشنواره سینمایی میلاد کوثر در بخش عکس برای فیلم سینمایی «رنگ خدا»
- برگزیده اولین جشنواره پلیس برای مجموعه عکس‌های فیلم «رومشکان» ۱۳۸۳
- برگزیده بهترین کارگردانی فیلم کوتاه در جشنواره عذرا نخستین جشنواره فرهنگی وهنری- زن و روستا برای فیلم «ستاره قطبی» ۱۳۸۰(به‌طور مشترک با طاهره آشیانی)
- برگزیده بهترین فیلم کوتاه در اولین جشنواره باران برای فیلم «ستاره قطبی»۱۳۸۰(به‌طور مشترک با طاهره آشیانی)

## مدیریت فیلمبرداری
سینمایی ۳۵ میلیمتری
۱۳۸۹ چک کارگردان:کاظم راست‌گفتار
۱۳۸۹ شور شیرین کارگردان:جواد اردکانی (فیلمبردار واحد دوم)
۱۳۸۹ آژانس ازدواج کارگردان: محمد درمنش
۱۳۸۶ محافظ  کارگردان:محمد جواد کاسه ساز
۱۳۸۱ نبات داغ _(مدیر فیلمبرداری، مجری طرح و نویسنده) کارگردان: محمدعلی باشه آهنگر
ویدئویی
۱۳۹۸ دختردیروز
کارگردان:مانی ارمغان
۱۳۹۱ رمز هفتم
کارگردان:رضا پژاوک
۱۳۹۱ نان خامه‌ای (سریال) کارگردان:کاظم راست‌گفتار - تهیه‌کننده: محمدرضا تخت کشیان
۱۳۹۰ آخرین خواب بارانی (مدیر تصویر برداری و تهیه‌کننده) کارگردان:ابوالفضل عطار
۱۳۹۰ تلنگر (سریال) کارگردان:ابوالفضل احمدیان
۱۳۸۹ سکوت مطلق کارگردان:جواد مزد آبادی
۱۳۸۹ یک تیر و دو نشان کارگردان:اسماعیل میهن دوست
۱۳۸۹ شاید برای شما اتفاق بیافتد (مجموعه) کارگردان:محمود معظمی
۱۳۸۹ شاید برای شما اتفاق بیافتد (مجموعه) کارگردان:امیر حسین ترابی
۱۳۸۹ زیر بام شهر (سریال) کارگردان:مسعود عسگری
۱۳۸۸ فقط دو ساعت  کارگردان:عباس مرادیان
۱۳۸۸ آخرین قاب خالی کارگردان:مرتضی هرندی 
۱۳۸۷ کابوس با نقاب رؤیا کارگردان:مجتبی بیطرفان
۱۳۸۷ روزهای آشفته من کارگردان:محمدرضا آهنج
۱۳۸۷ محله گل‌ها کارگردان:داریوش ربیعی
۱۳۸۷ آپارتمان کارگردان:علی مؤذنی
۱۳۸۷ صندوقخانه (سریال) کارگردان:آرش سجادی حسینی
۱۳۸۶ رنگ شهر کارگردان:فرید سجادحسینی
۱۳۸۶ مدرسه عشق (سریال) کارگردان:عباس مرادیان
۱۳۸۵ دوباره زندگی کارگردان:محسن یوسفی
۱۳۸۵ آدمخوار (سریال) کارگردان:جواد مزدآبادی
۱۳۸۴ جزیره ایکس (سریال) کارگردان:جواد مزدآبادی
۱۳۸۴ قلب  (سریال) کارگردان:مسعود تکاور
۱۳۸۳ روژان (سریال) کارگردان:ماشاءالله شاهمرادی زاده
۱۳۸۳ دختر صحرا کارگردان:عباس مرادیان
۱۳۸۲  آخرین آواز ققنوس(سریال) کارگردان:مسعود تکاور

## عکاسی فیلم
- ۱ - بید مجنون (۱۳۸۳)
- ۲ - به من نگاه کن (۱۳۸۱)
- ۳ - عروس خوش قدم (۱۳۸۱)
- ۴ - زندانی ۷۰۷ (۱۳۸۰)
- ۵ - سفر به شرق (۱۳۸۰)
- ۶ - عروس رومشکان (۱۳۸۰)
- ۷ - نوروز (۱۳۸۰)
- ۸ -  انتظار (۱۳۷۹)
- ۹ - سفر سرخ (۱۳۷۹)
- ۱۰ - قطعه ناتمام (۱۳۷۹)
- ۱۱ - آخرین تکسوار (۱۳۷۷)
- ۱۲ - پرواز خاموش (۱۳۷۷)
- ۱۳ - مردی از جنس بلور (۱۳۷۷)
- ۱۴ - رنگ خدا (۱۳۷۶)
- ۱۵ - یاس‌های وحشی (۱۳۷۶)
- ۱۶ - سجده بر آب(۱۳۷۵) به‌طور مشترک
- ۱۷ - بچه‌های آسمان (۱۳۷۵)
- ۱۸ - مردی شبیه باران (۱۳۷۵)
- ۱۹ - مینا و غنچه (۱۳۷۵)
- ۲۰ - آخرین مرحله (۱۳۷۴)
- ۲۱ - لیلی با من است (۱۳۷۴)
- ۲۲- سفر بخیر (۱۳۷۳)
- ۲۳ - مروارید سیاه (۱۳۷۳)